# Бойко Сергій Олександрович (футболіст)
Сергій Олександрович Бойко (нар. 6 серпня 1987) — український футболіст, виступав на позиції захисника та півзахисника.

## Життєпис
Вихованець ДВУФК Дніпропетровська. Клубну кар'єру розпочав у «Дніпрі-2», за яке провів 1 матч. Також виступав за дублюючий склад «Дніпра». Наприкінці дозаявочного вікна, 31 серпня 2005 року, підписав контракт з російським клубом «Терек». За грозненський клуб у чемпіонаті Росії дебютував 6 листопада того року в домашньому матчі 29-го туру проти московського «Локомотива», вийшовши в стартовому складі, однак, на 75-й хвилині матчі був замінений Мусою Мазаєвим. Свій другий й останній матч у Росії він провів 19 листопада в заключному матчі чемпіонату проти томської «Томі». У 2006 році виступав за харківський «Геліос», а в 2007 році — за «Рось». У сезоні 2007/08 років провів 8 матчів за молдовський «Зімбру». У 2009 році перейшов до «Кримтеплиці». У січні 2011 року перебував на перегляді в донецькому «Металурзі». У 2011 році перейшов у «Говерлу», за яку за два сезони провів 1 матч і в 2013 році завершив кар'єру. У листопаді 2014 року «Говерла» могла бути позбавлена 3-х очок через заборгованість перед Сергієм Бойко.